# Framboesia
La framboesia (dal francese framboise, «lampone») è una malattia tropicale, molto comune nelle isole dei Caraibi, nelle Filippine, in Africa, in India e in altri paesi tropicali.
La malattia ha inizio con un pomfo tondeggiante, inizialmente edematoso ed eritematoso, che in seguito diventa duro e desquamante, da 2 a 5 cm in diametro. Il centro può rompersi e formare un'ulcera. Questa lesione iniziale della pelle tipicamente guarisce dopo tre/sei mesi. In un periodo di settimane ad anni, le articolazioni e le ossa possono diventare dolenti, può insorgere stanchezza, e possono apparire nuove lesioni secondarie. La pelle del palmo della mano e della pianta del piede può diventare spessa e andare incontro a ragade. Le ossa (specialmente quelle del naso) possono essere danneggiate. Dopo cinque o più anni ampie aree della pelle possono diventare atrofiche, lasciando una cicatrice.

## Eziologia
Gli agenti eziologici di questa malattia, che attacca soprattutto bambini, sono dei batteri, le spirochete, in particolare la specie Treponema pallidum pertenue. Altre malattie da treponema, abbastanza simili, sono il bejel (Treponema endemicum), la pinta (Treponema pallidum carateum), e la sifilide (Treponema pallidum pallidum). L'eziologia della framboesia è stata chiarita per la prima volta da Aldo Castellani nel 1905 nell'isola di Ceylon.

## Contagio e disseminazione
La framboesia si trasmette per diretto contatto con il fluido proveniente da una lesione di una persona infetta. Il contatto è normalmente di natura non sessuale. La malattia è più comune tra i bambini, che la disseminano giocando tra di loro. Il contagio avviene per via diretta, in caso che la sostanza venga in contatto con una ferita aperta, oppure indirettamente, per mezzo delle mosche, come è stato dimostrato recentemente.

## Clinica

### Segni e sintomi
I sintomi sono: dolori alle articolazioni, perdita di peso e di appetito. Sulla pelle, si formano dei noduli giallastri che lentamente si ingrossano e che contengono una sostanza contagiosa tipo pus.

### Diagnosi
La framboesia è spesso diagnosticata dall'aspetto delle lesioni.
Si può cercare di identificare direttamente l'agente patogeno nell'essudato purulento della prima lesione, con la microscopia in campo oscuro, oppure con il test VDRL (aspecifico per tutte le treponematosi, come la sifilide).
Si possono utilizzare test che rilevano la risposta di anticorpi (ELISA o Western blot) ma non sono in grado di distinguere tra infezioni passate oppure in corso. La Reazione a catena della polimerasi (PCR) del DNA è il metodo diagnostico con la maggiore sensibilità diagnostica.

## Trattamento
La framboesia si cura iniettando penicillina; nei soggetti allergici a quest'ultima, si usano le tetracicline. La prevenzione consiste in parte nel curare coloro già affetti dalla malattia, diminuendo così il rischio di trasmissione. Dove la malattia è comune, una terapia estesa all'intera comunità è efficace. Il miglioramento dell'igiene, della pulizia delle abitazioni e altre misure sanitarie contribuiscono a ridurre l'incidenza. Altre terapie possibili sono tipicamente con antibiotici, che includono: azitromicina orale oppure benzilpenicillina per iniezione. Senza trattamento, deformità fisiche avvengono nel 10% dei casi.

## Epidemiologia
La framboesia (yaws in inglese) nel 2012 era comune in almeno 14 paesi tropicali. La malattia può infettare sia esseri umani sia altri primati.
Negli anni '50 e '60, l'Organizzazione Mondiale della Sanità (OMS) aveva praticamente eradicato la framboesia. Da allora il numero di casi è aumentato e vi sono sforzi crescenti per eradicare globalmente la malattia nel 2020. Le ultime stime del numero di persone infette era di più di 500.000 nel 1995. Anche se una delle prime descrizioni della malattia venne fatta nel 1679 da Willem Piso, l'evidenza archeologica suggerisce che la framboesia era presente come malattia infettiva umana già 1,6 milioni di anni fa.